# Villiers-Saint-Denis

Villiers-Saint-Denis este o comună în departamentul Aisne din nordul Franței. În 1 ianuarie 2022 avea o populație de 1.074 de locuitori.